# 갤럭시 캘린더
삼성 캘린더 (Samsung Calendar) 또는 'S플래너'는 삼성 갤럭시 시리즈 스마트폰에 탑재된 기본 어플리케이션(또는 앱)중 하나이다.

## 동기화
갤럭시 시리즈 스마트폰에 탑재되는 앱은 필수앱과 선택앱이 있으며 삼성계열과 구글계열이 있다.  특히 삼성계열의 갤럭시캘린더는 네이버 주식회사 또는 Google 계열이 만든 네이버와 구글 캘린더로 동기화가 지원된다. 따라서 동기화를 설정한다면 한쪽 어느앱에 일정을 설정하여도 세팅 옵션에 따라서는 심지어 클라우드에서 매년 반복 알람을 정기적으로 제공받을수도 있다.

## 같이 보기
- 삼성 인터넷
- 삼성 노트